# فهرست وابسته‌های دیپلماتیک در مالزی
این موارد برجسته دربارهٔ نمایندگی‌های دیپلماتیک در مالزی است. در حال حاضر، کوالالامپور و کلانشهرهای آن میزبان ۱۰۳ سفارتخانه و کمیسیون عالی است. چندین کشور سفارت خود را برای مالزی در پایتخت سایر کشورها، عمدتا در پکن، توکیو، دهلی نو، یا در جاکارتا.

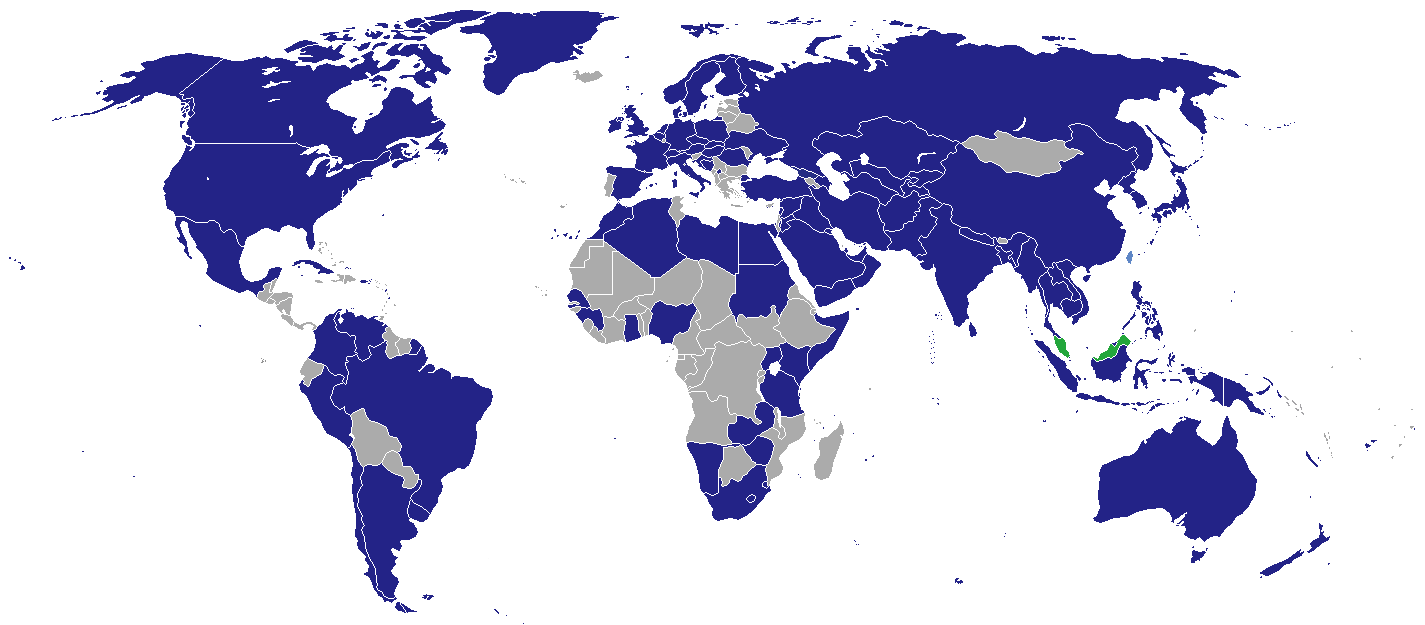
نقشه نمایندگی‌های دیپلماتیک در مالزی

## سفارت‌ها درکوالالامپور(و کلانشهرها)
1. آلمان
2. بریتانیا
3. آرژانتین
4. ایالات متحده آمریکا
5. استرالیا
6. اتریش
7. اسپانیا
8. آفریقای جنوبی
9. اردن
10. امارات متحده عربی
11. عربستان سعودی
12. الجزایر
13. اندونزی
14. افغانستان
15. جمهوری آذربایجان
16. مصر
17. بنگلادش
18. بوسنی و هرزگوین
19. برزیل
20. بحرین
21. بلژیک
22. برونئی
23. بلغارستان
24. کامبوج
25. کانادا
26. شیلی
27. چین
28. کلمبیا
29. کرواسی
30. کوبا
31. جمهوری چک
32. دانمارک
33. فیلیپین
34. فیجی
35. فنلاند
36. فرانسه
37. گینه
38. غنا
39. گرجستان
40. گامبیا
41. مجارستان
42. هند
43. ایران
44. عراق
45. جمهوری ایرلند
46. ایتالیا
47. ژاپن
48. قزاقستان
49. کنیا
50. قرقیزستان
51. کویت
52. لائوس
53. لبنان
54. لیبی
55. لسوتو
56. مالدیو
57. موریس
58. مکزیک
59. مراکش
60. میانمار
61. نروژ
62. هلند
63. نیوزیلند
64. نامیبیا
65. نپال
66. نیجریه
67. کره شمالی
68. عمان
69. پاکستان
70. فلسطین
71. پاراگوئه
72. پاپوآ گینه نو
73. پرو
74. لهستان
75. قطر
76. رومانی
77. روسیه
78. سنگاپور
79. سومالی
80. کره جنوبی
81. سری‌لانکا
82. سودان
83. سوئد
84. سنگال
85. سوئیس
86. سوریه
87. اسواتینی
88. تایلند
89. ترکمنستان
90. تیمور شرقی
91. تاجیکستان
92. تانزانیا
93. ترکیه
94. اوکراین
95. اروگوئه
96. اوگاندا
97. ازبکستان
98. ونزوئلا
99. ویتنام
100. واتیکان
101. یمن
102. زیمبابوه
103. زامبیا

## نمایندگان ها دیگر
- هنگ کنگ
- تایوان
- اتحادیه اروپا

## کنسولگری ها
تواو (Tawau)
- اندونزی

کوتا کینابالو
- برونئی
- اندونزی
- ژاپن

کوچینگ
- برونئی
- چین
- اندونزی

جوهور بهرو
- اندونزی
- سنگاپور

کوتا بهارو
- تایلند

جرج تاون پنانگ
- چین
- اندونزی
- ژاپن

- تایلند

## سفارتهای غیر مقیم

### مقیم درجاکارتا
- بلاروس

- بلغارستان

- کرواسی
- اکوادور
- اتیوپی
- یونان

- موزامبیک

- صربستان
- اسلواکی
- جزایر سلیمان
- سورینام

- تونس

### مقیم دربیجینگ
- آلبانی
- باهاما
- بوتسوانا
- جمهوری آفریقای مرکزی
- کیپ ورد
- کومور
- چاد
- گرنادا

- گینه بیسائو
- سیرالئون
- سائوتومه و پرنسیپ

### مقیم ایندهلی نو
- ارمنستان

- آنگولا

- بورکینافاسو
- قبرس
- جمهوری کنگو
- جمهوری دموکراتیک کنگو
- اریتره
- گویان

- ایسلند
- مالاوی
- پاراگوئه

- سودان جنوبی

### مقیم درتوکیو
- بلیز
- بولیوی
- بنین
- ساحل عاج
- جیبوتی
- ایالات فدرال میکرونزی
- گواتمالا
- هندوراس
- جامائیکا
- لیتوانی
- لیبریا
- مالی
- موریتانی
- نیکاراگوئه
- توگو

### مقیم در شهرها دیگر
- کاستاریکا (سئول)
- استونی (تالین)
- هائیتی (هانوی)
- لتونی (ریگا)
- لوکزامبورگ (بانکوک)
- مغولستان (بانکوک)
- پرتغال (بانکوک)
- پاناما (بانکوک)
- سان مارینو (سن مارینو)
- سیشل (ویکتوریا)
- تونگا (کانبرا)
- تووالو (سووا)
- وانواتو (پورت ویلا)